# Berthold Bartosch
Berthold Bartosch (Polaun, Bohemia, hoy Polubný, en la República Checa, 29 de diciembre de 1893 - Paris 13 de noviembre de 1968) fue un animador y director cinematográfico alemán. 

## Biografía
Debido a las secuelas de una poliomielitis Bartosch sufrió durante toda su vida una discapacidad motriz que le dificultaba la marcha. A partir de 1911 realizó una práctica de dos años en Viena como dibujante en la oficina de un arquitecto. Desde 1913 y hasta 1917 estudió arquitectura y arte en la Academia de Bellas Artes de Viena (Akademie der bildenden Künste Wien).
Bartosch llegó a Berlín en 1920 y trabajó con la animadora de siluetas Lotte Reiniger, entre otras obras en Die Abenteuer des Prinzen Achmed («Las aventuras del Príncipe Achmed») y Doktor Dolittle und seine Tiere («El doctor Dolittle y sus animales»). En Berlín entró en contacto y trabó amistad con un círculo de artistas y directores de cine que tuvieron gran influencia en su desarrollo. Además de la ya mencionada Lotte Reiniger, conoció a Viking Eggeling, Hans Richter, Walter Ruttmann y, algo más tarde, a Jean Renoir. Trabó amistad también con Bertolt Brecht, por aquel entonces un joven dramaturgo muy poco conocido.
En 1930 Bartosch se mudó a París. Allí creó la película Die Idee, un filme animado de 30 minutos de duración, basado en la novela de igual título deFrans Masereel. Desafortunadamente, las figuras de Masereel que eran muy bellas en el papel impreso (la impresión era xilográfica) resultaban muy pesadas para llevarlas a la pantalla y era difícil animarlas. Sus personajes estaban confeccionados en cartón pintado, los escenarios de trasfondo eran de pliegos de papel de seda. A diferencia de la técnica fílmica de animación de siluetas de Lotte Reiniger, Bartosch trabajaba con varios puntos de iluminación para mostrar también la cara anterior pintada de las figuras. Producía humo y niebla mediante espuma de jabón y placas de vidrio que iluminaba desde abajo. Es notable el uso que hacía de una mesa de animación de distintos niveles, antecedente de la famosa cámara multiplano de Ub Iwerks que utilizó Walt Disney. Durante los tres años que trabajó en Berlín, Bartosch había desarrollado una construcción similar en conjunto con Lotte Reiniger y Walter Ruttmannn.
Generalmente se considera a L'idée («La idea»)  como una de las primeras películas de animación de corte serio, casi trágico. Además es probablemente la primera película musicalizada utilizando un instrumento electrónico: Arthur Honegger compuso la música para Ondas Martenot.
Entre los años 1935 y 1939 Bartosch trabajó en la película contra la guerra St. Franziskus o Träume und Albträume («Sueños y pesadillas»), obra que sin embargo desapareció desde la Cinémathèque Française durante la ocupación de París por los alemanes. Según su esposa, Maria Bartosch, solo tres personas en el mundo pudieron ver esa película: el propio Berthold Bartosch y ella (en París) y el director de cine, Thorold Dickinson (en Londres) con cuya ayuda y auspicio se había realizado la película. Era un largometraje a color cuya trama antiguerra se urdía con elementos satíricos contra los nazis. Las tropas invasoras de Hitler no solo destruyeron todas las copias de esta película, sino también los negativos originales de L'idée.
En 1948 Bartosch trabajó para la  UNESCO en París y dio clases, entre otros a George Dunning (Yellow Submarine).

## Filmografía (selección)
- 1919: Animated Cards
- 1919: Communism
- 1922: The Battle of Skagerrak
- 1925: The Occupation of the Rhineland
- 1932: L'idée